# 刈田神社 (登別市)
刈田神社（かったじんじゃ）は、北海道登別市中央町（胆振国幌別郡）にある神社。創祀は平安時代末期とされる。旧社格は郷社。

## 末社
- 三貴子神社（祭神は、天照皇大御神・須佐之男命・月讀命である。）
- 大山祇神社（祭神は、天之御中主大神・大山祇大神・少彦名命・大己貴神である。）